# Cyphotilapia gibberosa
Cyphotilapia gibberosa är en fiskart som beskrevs av Takahashi och Nakaya 2003. Cyphotilapia gibberosa ingår i släktet Cyphotilapia och familjen Cichlidae. Inga underarter finns listade i Catalogue of Life.